# Vladimír Skalička
Vladimír Skalička (ur. 19 sierpnia 1909, zm. 17 stycznia 1991) – czeski językoznawca. Jako przedstawiciel Praskiego Koła Lingwistycznego zajmował się zagadnieniami z zakresu językoznawstwa teoretycznego i typologii językowej. Skalička był założycielem szkoły typologii systemowo-funkcjonalnej, zwanej charakterologią.
Skalička studiował na uczelniach w Pradze, Budapeszcie i Helsinkach (1927–1933). W 1936 r. zaczął wykładać na Uniwersytecie Karola, a w 1946 r. został mianowany profesorem. Był członkiem korespondentem Czechosłowackiej Akademii Nauk.